# Zalaivánd
Zalaivánd (korábban Iváncz, szlovénül: Ivanci) falu Szlovéniában, Muravidéken, Pomurska régióban.  Közigazgatásilag Alsómaráchoz tartozik.

## Fekvése
Muraszombattól 8 km-re keletre Lendva és a Lipnica-patak összefolyásánál fekszik.

## Története
Területén már az ókorban éltek emberek. Ezt bizonyítják az itt előkerült római épület és út maradványai, valamint az ebből a korból származó halomsírok.
A 14. század elején az alsólendvai uradalom a Buzád-Hahold-nemzetség birtoka volt, akiktől a Németújváriak erőszakkal foglalták el. Tőlük a királyi hatalom szerezte vissza és 1323-ban Barkócz, Petrócz és Iváncz birtokokkal  együtt az alsólendvai Bánffy családból való alsólendvai Bánffy Miklósnak adta birtokba. Ekkor említik először írott forrásban "Iwancz" néven. 1411-ben és 1428-ban "Poss. Iwanch" néven említik, Nemti várához tartozott.
Vályi András szerint "IVÁNCZ. Elegyes tót falu Szala Várm. földes Ura G. Csáky Uraság, lakosai katolikusok, fekszik Dobronakhoz fél mértföldnyire, 230Bagonyának filiája, külömbféle javai vagynak, de földgyei néhol követsesek."
Fényes Elek szerint "Iváncz, vindus-tót falu, Zala vmegyében: 270 kath. lak. F. u. hg. Eszterházy. Ut. p. A. Lendva."
1910-ben 401, túlnyomórészt szlovén lakosa volt. A trianoni békeszerződésig Zala vármegye Alsólendvai járásához tartozott, 1919-ben átmenetileg a de facto Mura Köztársaság része lett. Még ebben az évben a Szerb–Horvát–Szlovén Királysághoz csatolták, ami 1929-től Jugoszlávia nevet vette fel. 1941-ben átmeneti időre ismét Magyarországhoz tartozott, 1945 után visszakerült jugoszláv fennhatóság alá. 1991 óta a független Szlovénia része. 2002-ben 254 lakosa volt.

## Nevezetességei
- Római kori halomsírok és épületmaradványok.
- 1884-ben készült kőkereszt a tűzoltó szerház mellett.
- Ipari műemlék az 1939-ben épített Šadl-malom.
- 1991-ben épült Keresztelő János kápolna.